# 鬼鹿站

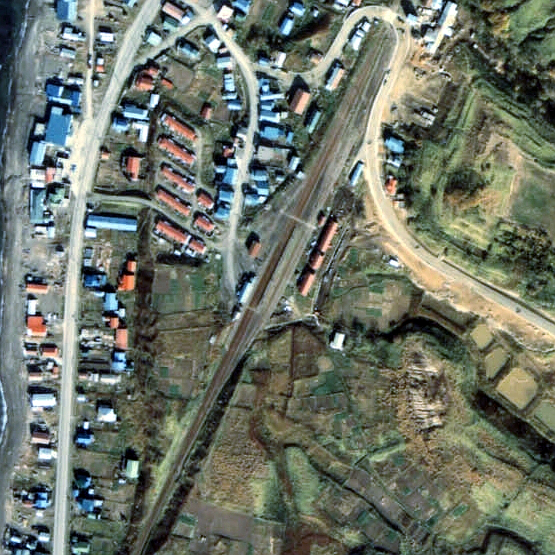
1977年的鬼鹿站與方圓周邊約500米範圍。上方為羽幌方向。圖中是結束處理貨物2年後的樣子，站內設有2面2線的相對式月台，車站大樓旁邊設有貨物月台和引込線。車站後方設有副本線。車站後方的北邊設有堆場。

鬼鹿站（日语：／ Onishika eki */?）是位於北海道留萌郡小平町字鬼鹿港町，日本國有鐵道（國鐵）的羽幌線車站（廢站）。隨著羽幌線廢線，車站在1987年（昭和62年）3月30日廢除。
在1986年（昭和61年）10月前行走的急行「羽幌」停靠此站。

## 歷史
- 1928年（昭和3年）10月1日 - 鐵道省留萠線大椴站至此站之間開通，此站啟用[1]。當時為一般車站[1]。
- 1931年（昭和6年）
  - 8月15日 - 此站至古丹別站之間開通，成為中途站[2]。
  - 10月10日 - 留萠站至古丹別站之間的區間從留萠線分離，路線名改為羽幌線，成為羽幌線車站。
- 1949年（昭和24年）6月1日 - 日本國有鐵道成立，成為日本國有鐵道車站。
- 1972年（昭和47年）2月8日 - 結束處理貨物[1]。
- 1984年（昭和59年）2月1日 - 結束處理行李[1]。
- 1987年（昭和62年）3月30日 - 羽幌線全線廢除，此站也廢除[1]。

## 車站構造
截至車站廢除前，車站是一座地面車站，設有2面2線的混合式月台（單式月台、島式月台（只使用單邊）），當時可進行列車交會。車站大樓一方的月台中央與島式月台南邊之間設有站內平交道連接。車站大樓一方（西邊）的單式月台是下行線，島式月台（東邊）是上行線（沒有月台編號）。島式月台外邊設有一條側線。在島式月台外側設有分支的側線。另外，下行線靠近幌延一方設有分支前往車站大樓北邊的貨物月台和貨物側線。
此站是職員配置站，車站大樓是在站內西邊，鄰接單式月台中央部分。

## 站名的由來
車站名稱取自地名。地方名「鬼鹿」源自阿伊努語的「オ・ニウシ・カ・ペツ」，流經下游森林的河流。

## 使用狀況
- 在1981年度（昭和56年度），1日的上下車人次為160人[3]。

## 車站周邊
- 北海道道643號鬼鹿停車場線（日语：北海道道643号鬼鹿停車場線）
- 國道232號（日语：国道232号）
- 留萌警署（日语：留萌警察署）鬼鹿駐在所
- 鬼鹿郵局
- 留萌信用金庫（日语：留萌信用金庫）鬼鹿分店
- 小平町立鬼鹿中學
- 小平町立鬼鹿小學
- 鬼鹿溫泉（鬼鹿觀光酒店） - 車站南方約0.5公里[3]。
- 鬼鹿海灘 - 車站南方約3公里處[3]。
- 天應寺 - 寺內設有樹齡超過130年的「一本藤」和藤棚[3]。
- 興聖寺 - 寺內設有「座禪藤」。
- 道之驛鬼鹿鰊番屋（日语：道の駅おびら鰊番屋） - 廢線後啟用。位於車站南邊約0.8公里。
- 溫寧川
- 小種子川
- 沿岸巴士「鬼鹿3區」巴士站

## 現況
截至1999年（平成11年），車站遺址建設了町營住宅。
截至2011年（平成23年），車站附近跨越小種子川的混凝土橋樑中，保留了橋台和翼牆。

## 相鄰車站
日本國有鐵道
羽幌線
大椴－（富岡臨時乘降場）－鬼鹿－（千松臨時乘降場）－古丹別

## 注腳
1. 1 2 3 4 5 6 7 8  石野哲（編）. . JTB. 1998: 871. ISBN 978-4-533-02980-6 （日语）.
2. ↑  《官報》 1931年08月08日 鉄道省告示第186号 （页面存档备份，存于）（日語）（國立國會圖書館）
3. 1 2 3 4 5 6 7 8  書籍《国鉄全線各駅停車1 北海道690駅》（小學館，1983年7月發行）199頁。
4. ↑  宮脇俊三 (编). . JTB Can Books. JTB出版. 1999-3: 26. ISBN 978-4533031502 （日语）.
5. ↑  本久公洋. . 北海道新聞社. 2011-9: 213. ISBN 978-4894536128 （日语）.

## 外部連結
- 羽幌線廢線跡調査 （页面存档备份，存于）（日語）